# Інелей
Інеле́й (рос. Инелей, ерз. Инелей) — селище у складі Ічалківського району Мордовії, Росія. Входить до складу Берегово-Сиресівського сільського поселення.

## Населення
Населення — 198 осіб (2010; 226 у 2002).
Національний склад (станом на 2002 рік):
- ерзяни — 92 %